# Romblon (province)
Pour les articles homonymes, voir Romblon.
Romblon est un archipel et une province des Philippines située dans la région de Mimaropa. Elle est composée de trois îles principales : Tablas, Sibuyan et Romblon.

## Géographie
Romblon se situe dans la région de Mimaropa, au sud de Marinduque et de l'île de Luçon (province de Quezon), à l'est du Mindoro oriental, au nord de Aklan et Cápiz (dans la région des Visayas orientales), et à l'ouest de Masbate (dans la région de Bicol).

## Villes et municipalités
Municipalités
- Alcantara
- Banton
- Cajidiocan
- Calatrava
- Concepcion
- Corcuera
- Ferrol
- Looc
- Magdiwang
- Odiongan
- Romblon
- San Agustin
- San Andres
- San Fernando
- San Jose
- Santa Fe
- Santa Maria